# Ralf Dreier
Ralf Dreier (* 10. Oktober 1931 in Bad Oeynhausen; † 7. Januar 2018 in Göttingen) war ein deutscher Rechtswissenschaftler und Rechtsphilosoph.

## Leben
Nach dem Abitur 1952 absolvierte Dreier ein einjähriges Volontariat in der Holzindustrie und studierte dann Rechtswissenschaften an den Universitäten Hamburg, Freiburg im Breisgau und Münster. Das Erste Juristische Staatsexamen legte er 1957 ab, das Zweite Juristische Staatsexamen 1963 – im selben Jahr wurde er an der Universität Münster zum Dr. jur. promoviert. Von 1967 bis 1970 erhielt er ein Habilitationsstipendium der Deutschen Forschungsgemeinschaft (DFG) und habilitierte sich 1970 ebenfalls in Münster (Venia legendi: Staats- und Verwaltungsrecht, Rechtsphilosophie, Kirchenrecht). Ebendort war er bis 1973 als Wissenschaftlicher Rat und dann als ordentlicher Professor tätig. Von 1973 bis zu seiner Emeritierung 1997 lehrte Dreier als ordentlicher Professor für Allgemeine Rechtstheorie an der Universität Göttingen.
Zugleich war er Richter am Rechtshof der Konföderation evangelischer Kirchen in Niedersachsen und von 1988 bis 1994 als 1. Vorsitzender der deutschen (bis 1990 westdeutschen) Sektion der Internationalen Vereinigung für Rechts- und Sozialphilosophie (IVR).
Ralf Dreier war seit 1980 ordentliches Mitglied der Akademie der Wissenschaften zu Göttingen. Er war auch der akademische Lehrer des deutschen Rechtsphilosophen Robert Alexy.

## Schriften (Auswahl)
- Recht, Staat, Vernunft (1991)
- Recht und Justiz im „Dritten Reich“ (1989)
- Rechtsbegriff und Rechtsidee (1986)
- Funk-Kolleg Recht / Bd. 1 (1985)
- Recht, Moral, Ideologie: Studien zur Rechtstheorie (1981)
- Probleme der Verfassungsinterpretation (1976)
- Was ist und wozu Allgemeine Rechtstheorie? (Recht und Staat in Geschichte und Gegenwart)(1975)
- Zum Begriff der „Natur der Sache“ (1965)
- Juristische Vergangenheitsbewältigung (1995)